# زیردریایی تیپ آی‌ایکس‌بی
زیردریایی تیپ آی‌ایکس‌بی (به انگلیسی: German Type IXB submarine) یک کلاس از زیردریایی است که ارتفاع آن ۹٫۶۰ متر (۳۱ فوت ۶ اینچ) می‌باشد.